# Simone Mocellini
Simone Mocellini (ur. 5 maja 1998) – włoski biegacz narciarski.

## Kariera
Po raz pierwszy na arenie międzynarodowej pojawił się 26 listopada 2016 roku w Santa Caterina di Valfurva, gdzie w zawodach juniorskich zajął dziewiąte miejsce w sprincie techniką dowolną. W 2018 roku wystąpił na mistrzostwach świata juniorów w Goms, gdzie zajął 25. miejsce w biegu na 10 km techniką klasyczną, 27. miejsce w sprincie stylem dowolnym i 31. w biegu łączonym. Był też między innymi ósmy w sprincie stylem klasycznym podczas mistrzostw świata młodzieżowców w Vuokatti w 2021 roku.
W zawodach Pucharu Świata zadebiutował 3 grudnia 2021 roku w Lillehammer, zajmując 34. miejsce w sprincie stylem dowolnym. Pierwsze pucharowe punkty wywalczył 11 marca 2022 roku w Falun, gdzie w sprincie klasykiem był dziewiętnasty. Na podium zawodów tego cyklu pierwszy raz stanął 9 grudnia 2022 roku w Beitostølen, kończąc sprint techniką klasyczną na drugiej pozycji. W zawodach tych rozdzielił Francuza Richard Jouve'a oraz Calle Halfvarssona ze Szwecji.
Podczas mistrzostw świata w Oberstdorfie w 2021 roku zajął 50. miejsce w sprincie stylem klasycznym.

## Osiągnięcia

### Mistrzostwa świata
| Miejsce | Dzień     | Rok  | Miejscowość | Konkurencja              | Czas biegu | Strata | Zwycięzca              |
| ------- | --------- | ---- | ----------- | ------------------------ | ---------- | ------ | ---------------------- |
| 50.     | 25 lutego | 2021 | Oberstdorf  | Sprint stylem klasycznym | 3:01,30    | -      | Johannes Høsflot Klæbo |

### Mistrzostwa świata młodzieżowców
| Miejsce | Dzień     | Rok  | Miejscowość    | Konkurencja              | Czas biegu | Strata | Zwycięzca             |
| ------- | --------- | ---- | -------------- | ------------------------ | ---------- | ------ | --------------------- |
| 32.     | 1 marca   | 2020 | Oberwiesenthal | Sprint stylem dowolnym   | 2:38,56    | -      | Vebjørn Hegdal        |
| 8.      | 11 lutego | 2021 | Vuokatti       | Sprint stylem klasycznym | 3:01,72    | -      | Aleksandr Tierientjew |

### Mistrzostwa świata juniorów
| Miejsce | Dzień       | Rok  | Miejscowość | Konkurs                 | Wynik   | Strata  | Zwycięzca               |
| ------- | ----------- | ---- | ----------- | ----------------------- | ------- | ------- | ----------------------- |
| 27.     | 28 stycznia | 2018 | Goms        | Sprint stylem dowolnym  | 2:59,77 | —       | Tom Mancini             |
| 25.     | 30 stycznia | 2018 | Goms        | 10 km stylem klasycznym | 24:58,8 | +1:47,7 | Jon Rolf Skamo Hope     |
| 31.     | 1 lutego    | 2018 | Goms        | 20 km bieg łączony      | 58:45,7 | +4:36,5 | Harald Østberg Amundsen |

### Puchar Świata

#### Miejsca w klasyfikacji generalnej
| Sezon     | Miejsce |
| --------- | ------- |
| 2021/2022 | 121.    |
| 2022/2023 | 56.     |
| 2023/2024 | 134.    |
| 2024/2025 |         |

#### Miejsca na podium w zawodach indywidualnych chronologicznie
| Nr | Dzień     | Rok  | Miejscowość | Konkurencja              | Czas biegu | Strata | Miejsce | Zwycięzca     |
| -- | --------- | ---- | ----------- | ------------------------ | ---------- | ------ | ------- | ------------- |
| 1. | 9 grudnia | 2022 | Beitostølen | Sprint stylem klasycznym | 2:36,37    | +0,94  | 2.      | Richard Jouve |

#### Miejsca na podium w etapach chronologicznie
| Nr | Dzień      | Rok  | Miejscowość   | Zawody      | Konkurencja            | Czas biegu | Strata | Miejsce | Zwycięzca              |
| -- | ---------- | ---- | ------------- | ----------- | ---------------------- | ---------- | ------ | ------- | ---------------------- |
| 1. | 6 stycznia | 2023 | Val di Fiemme | Tour de Ski | Sprint stylem dowolnym | 2:43,85    | +0,94  | 3.      | Johannes Høsflot Klæbo |